# Seagull (guitare)
Pour les articles homonymes, voir Seagull.

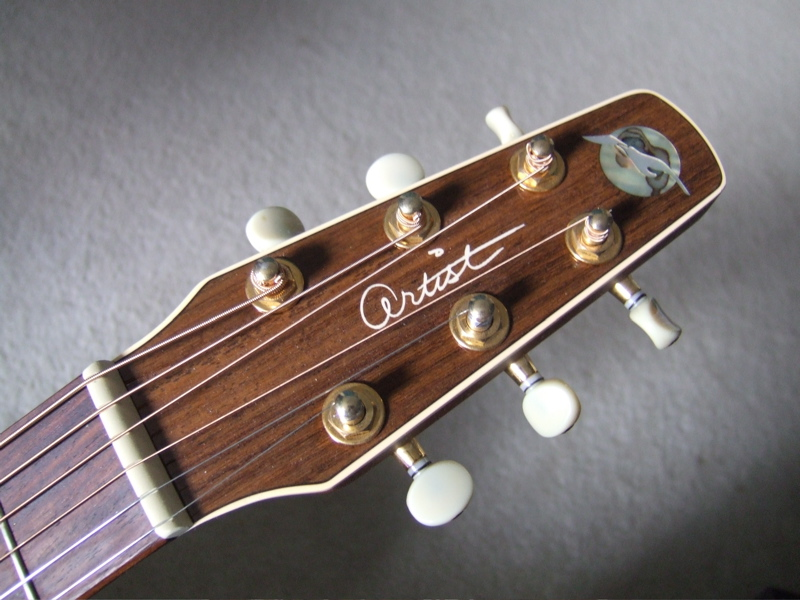
Guitare Seagull

Seagull est une marque de guitares acoustiques fabriquées par la société canadienne Guitares Godin.

## Historique
Les premières guitares Seagull ont été fabriquées en 1982 par Robert Godin et quelques-uns de ses amis dans le village de La Patrie, au Québec. Le concept à l'origine de ces instruments était de créer des guitares accessibles mais offrant toutes les caractéristiques des guitares haut de gamme, fabriquées à la main. Les tables d'harmonie fabriqués par Seagull sont réalisés à partir de cèdre massif ou d'épicéa massif, cette caractéristique permet au son de l'instrument de se bonifier avec l'âge. Elles ont été plusieurs fois récompensées pour leur rapport qualité/prix.
Les guitares Seagull sont distribuées en France par Saico.

## Utilisateurs célèbres
Liste (non exhaustive):
- James Blunt
- Kim Deal
- Mikael Åkerfeldt de Opeth
- Damien Saez